# Girthon
Girthon ist ein Weiler in der schottischen Council Area Dumfries and Galloway beziehungsweise der traditionellen Grafschaft Kirkcudbrightshire. Sie liegt rund drei Kilometer südlich von Gatehouse of Fleet und neun Kilometer westlich von Kirkcudbright nahe der Mündung des Water of Fleet in die Wigtown Bay.

## Geschichte
Spätestens seit dem 13. Jahrhundert befand sich eine Pfarrkirche am Standort. Im Jahre 1625 wurde die heute als Girthon Old Kirk bekannte Kirchenruine als Nachfolgebauwerk erbaut. Mit einem Kirchenneubau in den 1810er Jahren wurde die Kirche obsolet. Erstmals im Jahre 1300 wurde mit der Mill of Girthon eine Mühle in Girthon erwähnt.

## Verkehr
Die Fernverkehrsstraße A75 (Stranraer–Gretna Green) verläuft nur wenige hundert Meter nördlich von Girthon. Sie ist über eine Nebenstraße erreichbar. Einen Kilometer östlich geht die A755 ab, die bis in das Zentrum von Kirkcudbright führt.